# Podsavezna nogometna liga Rijeka – Drugi razred 1969./70.
Podsavezna nogometna liga Rijeka – Drugi razred, također i kao Drugi razred prvenstva Riječkog nogometnog saveza, Područna liga Rijeka – Drugi razred je bila liga petog stupnja nogometnog prvenstva Jugoslavije u sezoni 1969./70. 
 
Sudjelovalo je 12 klubova, a prvak je bio "Rikard Benčić"" iz Rijeke.

## Ljestvica
| mj. | klub                     | ut. | pob. | ner. | por. | gol+ | gol- | bod |
| --- | ------------------------ | --- | ---- | ---- | ---- | ---- | ---- | --- |
| 1.  | Rikard Benčić Rijeka     | 21  | 16   | 1    | 4    | 68   | 26   | 33  |
| 2.  | Goranka Ravna Gora       | 22  | 15   | 2    | 5    | 77   | 29   | 32  |
| 3.  | Primorje Rijeka          | 22  | 15   | 1    | 6    | 55   | 35   | 31  |
| 4.  | INA Rijeka               | 21  | 15   | 0    | 6    | 70   | 27   | 30  |
| 5.  | Draga (Mošćenička Draga) | 22  | 12   | 2    | 8    | 71   | 47   | 26  |
| 6.  | Krasica                  | 21  | 10   | 2    | 9    | 51   | 46   | 22  |
| 7.  | Mrkopalj                 | 22  | 10   | 2    | 10   | 39   | 51   | 22  |
| 8.  | Povile                   | 22  | 8    | 1    | 13   | 35   | 63   | 17  |
| 9.  | Vrbovsko                 | 22  | 7    | 2    | 13   | 48   | 68   | 16  |
| 10. | Krk                      | 22  | 7    | 0    | 15   | 35   | 65   | 14  |
| 11. | Mladost Lič              | 22  | 5    | 0    | 17   | 27   | 74   | 10  |
| 12. | Zlobin                   | 21  | 2    | 3    | 16   | 29   | 72   | 7   |

- ljestvica bez rezultata dvije utakmice

### Rezultatska križaljka
| kratica | klub                     | DRA | GOR | INA | KRA | KRK | MLA | MRK | POV | PRI | RIB | VRB | ZLO |
| --- | ------------------------ | --- | --- | --- | --- | --- | --- | --- | --- | --- | --- | --- | --- |
| DRA | Draga (Mošćenička Draga) |     |     |     |     |     |     |     |     |     |     |     |     |
| GOR | Goranka Ravna Gora       |     |     |     |     |     |     |     |     |     |     |     |     |
| INA | INA Rijeka               |     |     |     |     |     |     |     |     |     |     |     |     |
| KRA | Krasica                  |     |     |     |     |     |     |     |     |     |     |     |     |
| KRK | Krk                      |     |     |     |     |     |     |     |     |     |     |     |     |
| MLA | Mladost Lič              |     |     |     |     |     |     |     |     |     |     |     |     |
| MRK | Mrkopalj                 |     |     |     |     |     |     |     |     |     |     |     |     |
| POV | Povile                   |     |     |     |     |     |     |     |     |     |     |     |     |
| PRI | Primorje Rijeka          |     |     |     |     |     |     |     |     |     |     |     |     |
| RIB | Rikard Benčić Rijeka     |     |     |     |     |     |     |     |     |     |     |     |     |
| VRB | Vrbovsko                 |     |     |     |     |     |     |     |     |     |     |     |     |
| ZLO | Zlobin                   |     |     |     |     |     |     |     |     |     |     |     |     |
| |                          |     |     |     |     |     |     |     |     |     |     |     |     |
| podebljan rezultat - utakmice od 1. do 11. kola (1. utakmica između klubova) rezultat normalne debljine - utakmice od 12. do 22. kola (2. utakmica između klubova) rezultat nakošen - nije vidljiv redoslijed odigravanja međusobnih utakmica iz dostupnih izvora rezultat smanjen * - iz dostupnih izvora nije uočljiv domaćin susreta prekrižen rezultat - poništena ili brisana utakmica p - utakmica prekinuta 3:0 p.f. / 0:3 p.f. - rezultat 3:0 bez borbe |                          |     |     |     |     |     |     |     |     |     |     |     |     |

 Izvori:

## Unutrašnje poveznice
- Podsavezna liga Rijeka – Prvi razred 1969./70.